# Віла-де-Кукужайнш
Віла-де-Кукужайнш (порт. Vila de Cucujães; МФА: [ˈvi.ɫɐ dɨ ku.ku.ˈʒɐ̃jʃ]) — парафія в Португалії, у муніципалітеті Олівейра-де-Аземейш. Розташована в західній частині країни, на теренах історичної португальської провінції Бейра. Входить до складу округу Авейру. За адміністративним поділом, чинним до 1976 року, терени парафії були складовою провінції Берегова Бейра. Належить до Авейрівської діоцезії Католицької церкви. Патрон — Мартин Турський. Площа — 10,4211 км². Населення — 10705 ос. (2011). Середньо урбанізований регіон. Густота населення — 1027,24 осіб/км²
. Код — 011319.

## Населення
| Кількість мешканців | Кількість мешканців | Кількість мешканців | Кількість мешканців | Кількість мешканців | Кількість мешканців | Кількість мешканців | Кількість мешканців | Кількість мешканців | Кількість мешканців | Кількість мешканців | Кількість мешканців | Кількість мешканців | Кількість мешканців | Кількість мешканців |
| ------------------- | ------------------- | ------------------- | ------------------- | ------------------- | ------------------- | ------------------- | ------------------- | ------------------- | ------------------- | ------------------- | ------------------- | ------------------- | ------------------- | ------------------- |
| 1864                | 1878                | 1890                | 1900                | 1911                | 1920                | 1930                | 1940                | 1950                | 1960                | 1970                | 1981                | 1991                | 2001                | 2011                |
| 3.377               | 3.339               | 3.938               | 3.842               | 4.344               | 4.185               | 4.803               | 5.626               | 6.408               | 7.074               | 10.473              | 11.343              | 11.130              | 11.094              | 10.705              |